# Заславська папірня

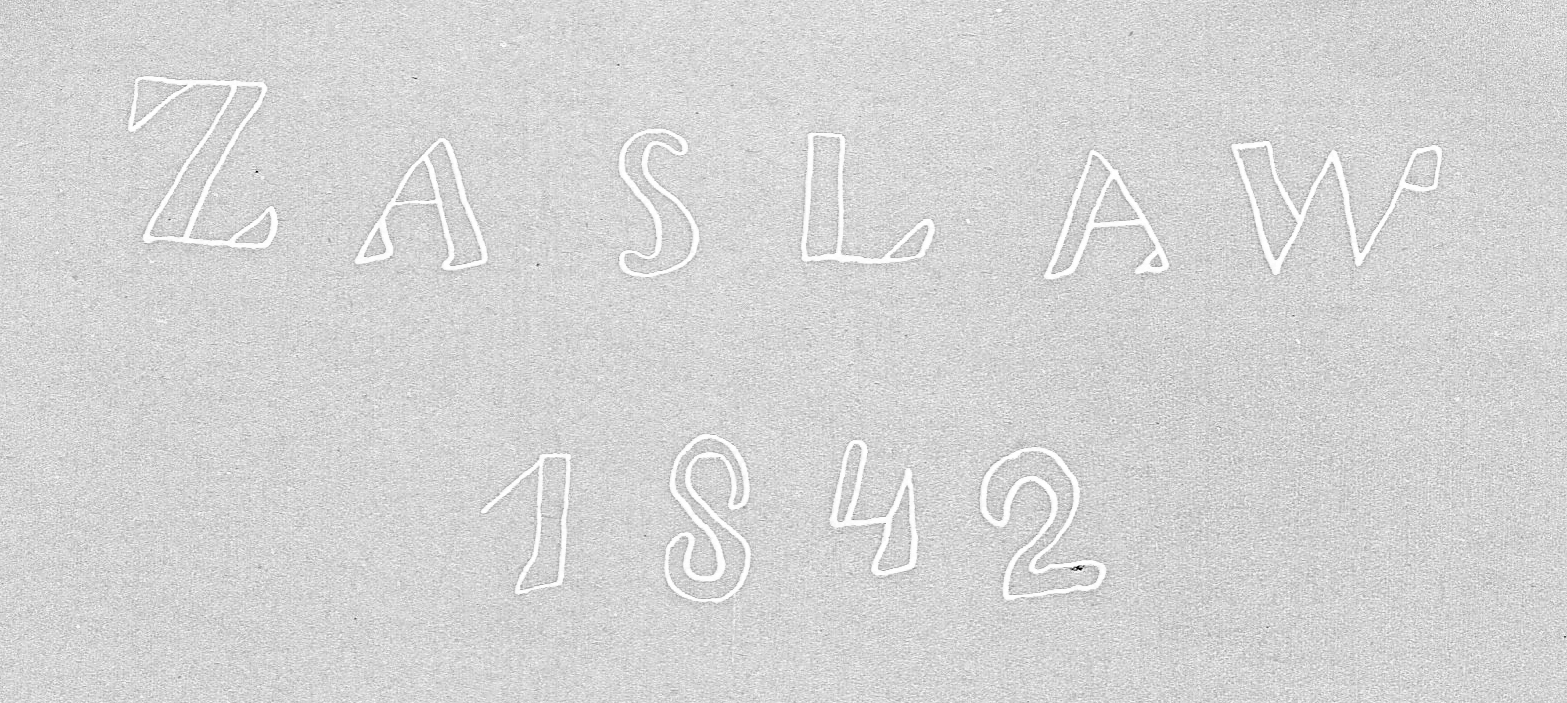
Водяний знак Заславської папірні. 1842 рік

Заславська папірня вперше датується за водяним знаком від 1842 року. Це вказує на те, що на фабриці випускали високоякісний папір. Останні згадки про Заславську папірню датуються 1861-1863 роками. Тоді вона ще існувала.